# Назар (Коми)
 Назар — деревня в Усть-Вымском районе Республики Коми в составе сельского поселения  Кожмудор. 

## География
Расположена на левобережье Вычегды на расстоянии примерно 14 км по прямой от районного центра села Айкино на юго-восток.  

## История
Известна с 1916 года как деревня Назаровская с 213 жителями. В 1920 здесь было дворов 41 и жителей 184, в 1926 48 и 209, в 1959 194 жителя, в 1970 99, в 1989 58, в 1995 39 (16 хозяйств).

## Население
Постоянное население  составляло 50 человек (коми 98%) в 2002 году, 29 в 2010 .